# Kapelle Maria Hilf (Tilbeck)

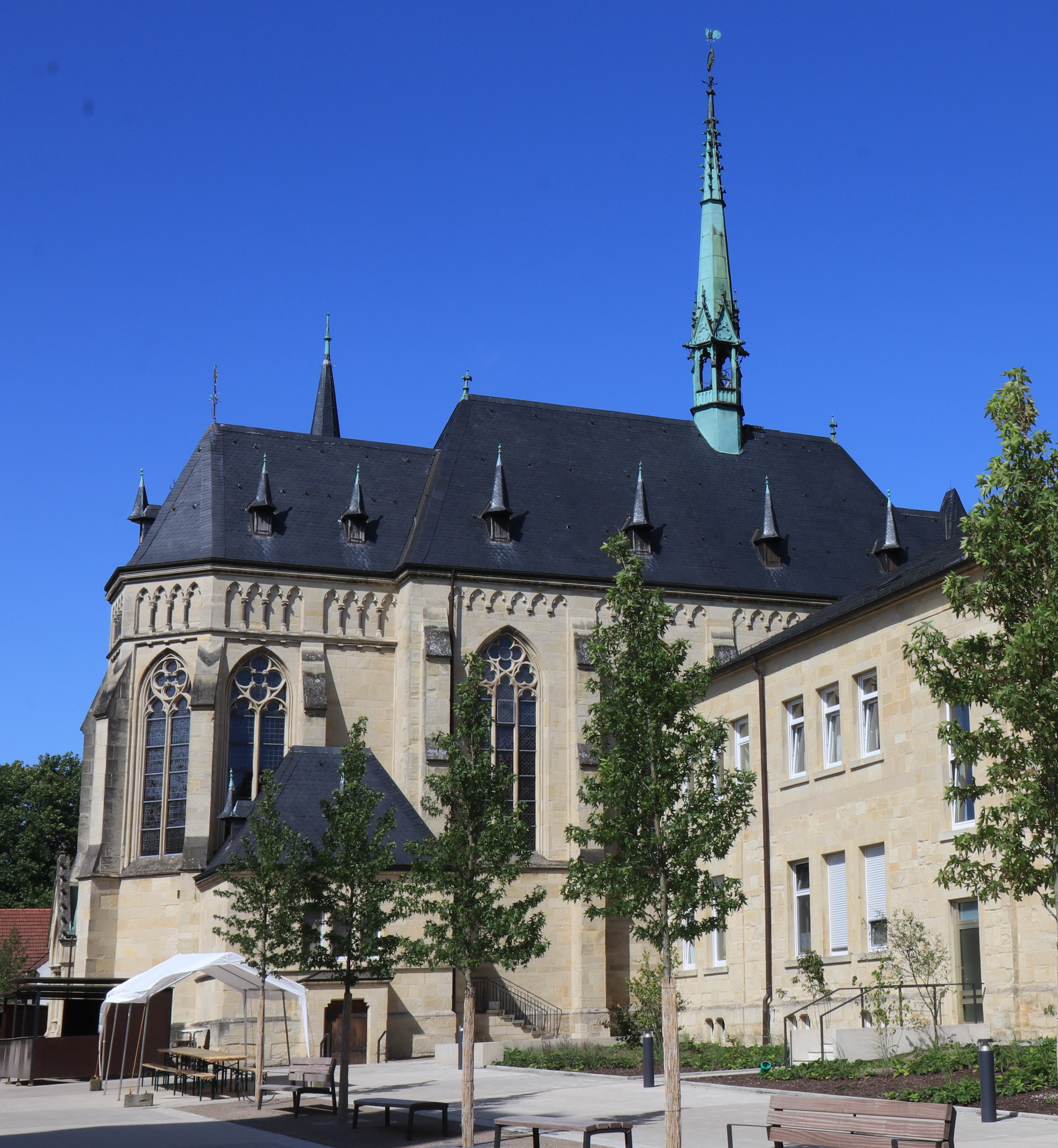
Kapelle Maria Hilf (2021)

Die Kapelle Maria Hilf ist die Kapelle des Stiftes Tilbeck im Ortsteil Tilbeck der Gemeinde Havixbeck im Kreis Coesfeld. Sie gehört zur Pfarrei St. Dionysius und St. Georg Havixbeck der katholische Kirchengemeinde Havixbeck und Hohenholte.

## Geschichte und Architektur
Erste Entwürfe für die Stiftskapelle fertigte der Architekt und Dombaumeister Hilger Hertel. Dessen Söhne Hilger und Bernhard schlossen die Planungen ab. Der Bau erfolgte von 1897 bis 1899. Die Grundsteinlegung erfolgte 1899 mit einem Marmorstein aus der Calixtus-Katakombe in Rom.
Der steil proportionierte neugotische Saalbau aus Baumberger Sandstein mit eingezogenem Chor hat zwei Sakristeien im Norden und Süden und ein Kreuzrippengewölbe auf Konsolendiensten im Langhaus. Auf dem Walmdach des Langhauses befindet sich ein hoher Dachreiter. Die neugotische Buntverglasung erfolgte 1901 nach Entwürfen von Friedrich Stummel durch die Glasmalerei Derix.

## Ausstattung

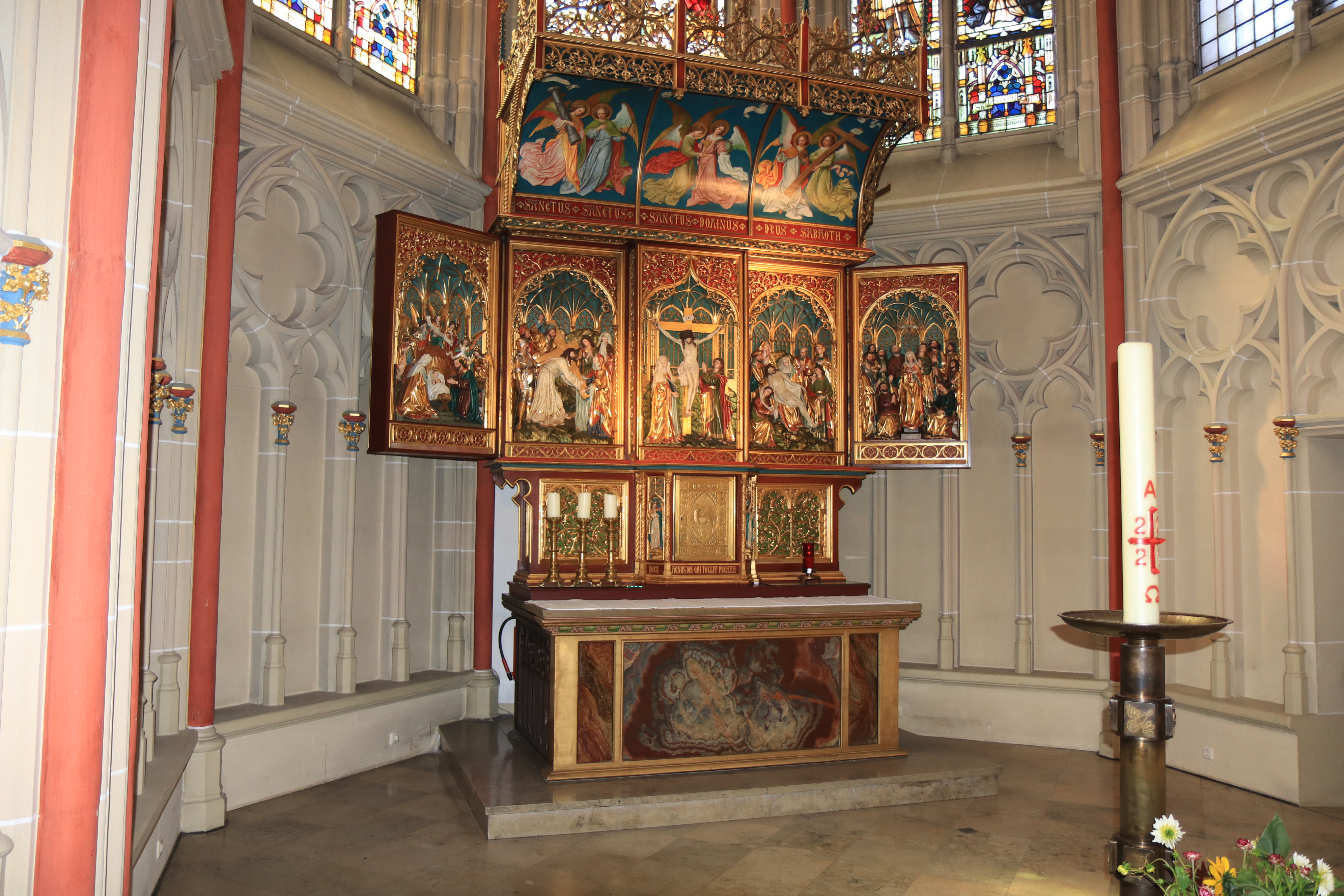
Hochaltar

Der Hochaltar im Chor der Kapelle wurde von dem Bildhauer Ferdinand Langenberg aus Goch gestaltet und 1908 fertiggestellt. Zelebrationsaltar und Ambo nach Entwürfen des Architekten Jörg Feja aus Recklinghausen entstanden 2015/2016 im Zuge der Umgestaltung der Kapelle durch das Steinmetzunternehmen Dirks aus Billerbeck. Weihbischof Dieter Geerlings weihte Altar und Ambo am 1. Adventssonntag 2016.
Die Marien-Ikone in der Nische an der hinteren Wand der Kapelle wurde 1886 von Papst Leo XIII. gesegnet. Es handelt sich um eine Kopie des in einer Kirche Roms hängenden Gnadenbildes „Unserer Lieben Frau von der immerwährenden Hilfe“.
Im hinteren Teil der Kapelle befindet sich ein Reliquienkreuz, das nach Entwürfen des Malers Hermanns in der Werkstatt Bach-Wild in Münster entstand.

## Orgel

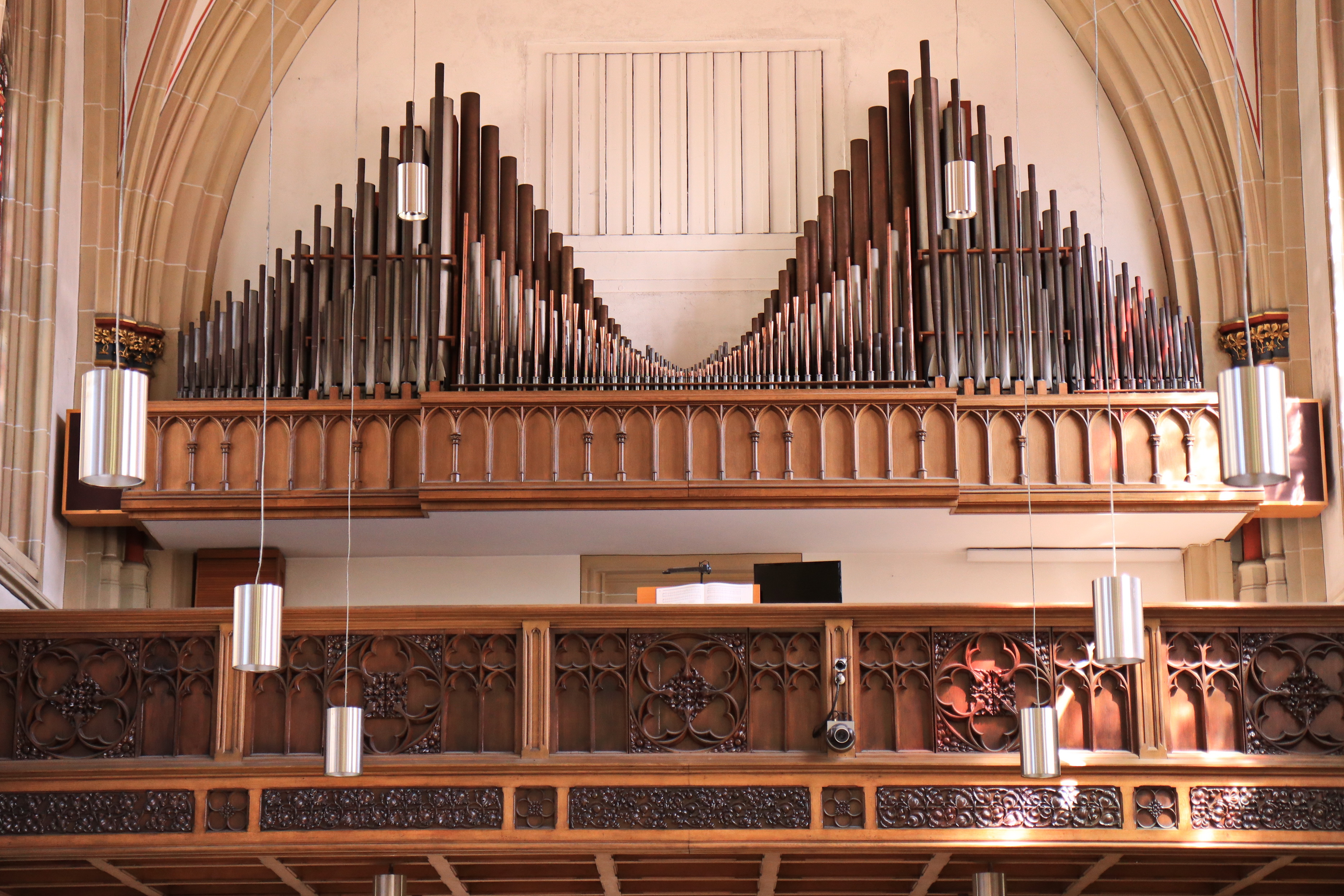
Orgel

Auf der Empore über dem Eingang der Kapelle befindet sich eine Orgel des Orgelbauunternehmens Franz Breil.